# 珀爾里弗 (紐約州)
珀爾里弗（英語：Pearl River）是位於美國紐約州羅克蘭縣的普查規定居民點。

## 人口
根據2020年美國人口普查的數據，珀爾里弗的面積為18.63平方千米，當中陸地面積為17.59平方千米，而水域面積為1.04平方千米。當地共有人口16567人，而人口密度為每平方千米889.26人。